# Anthony Steel (attore)
Anthony Steel, all'anagrafe  Anthony Maitland Steel (Londra, 21 maggio 1920 – Northwood, 21 marzo 2001), è stato un attore britannico.

## Biografia
Figlio di un ufficiale dell'Esercito Britannico in India, frequentò la Alexander House Prep School a Broadstairs nel Kent, e successivamente l'Università di Cambridge. Quando scoppiò la seconda guerra mondiale egli si arruolò nei Grenadier Guards, diventandone ufficiale. Venne gravemente ferito in Medio Oriente e poi nuovamente in Estremo Oriente. Divenne paracadutista e compì nove missioni con lanci. Dopo la smobilitazione, Steel decise di diventare attore ed ottenne alcune parti sul palcoscenico, tra cui quella in Roses for Her Pillow, in cui fu l'antagonista di Margaret Lockwood.
Fu una nipote di J. Arthur Rank, che egli frequentava, a presentarlo al magnate cinematografico inglese durante un ricevimento. Successivamente Rank gli fece ottenere dalla Rank Organisation un contratto a lungo termine. Steel intraprese un periodo di tirocinio presso la The Company of Youth, che gli consentì di fare esperienza con piccole parti in molti film, iniziando da Sarabanda tragica (1948). Nello stesso anno comparve in Passioni, nel 1949 in I giovani uccidono, Il duca e la ballerina, Cristoforo Colombo e in The Chiltern Hundreds.

### Il successo
Il primo rimarchevole successo di Steel risale al 1950 con il film Campo 111, storia realmente accaduta di tre prigionieri di guerra britannici che fuggirono da un campo di concentramento. Tale interpretazione lo portò al rango di star cinematografica.
Steel ottenne un nuovo successo con l'interpretazione dell'eroe romantico in Un monello alla corte d'Inghilterra (1950) e recitò con Bette Davis in La fossa dei peccati (1951). Fu quindi il protagonista in Dove gli avvoltoi non volano (1951), che fu il film più popolare in Gran Bretagna in quell'anno e il Royal Command Performance Film for 1951, confermando Steel come un'attrazione per il botteghino.
Nel 1952 fu eletto dai gestori britannici di sale cinematografiche al quarto posto fra gli attori britannici più popolari.
Rank provò a inserire Steel in una commedia, Something Money Can't Buy (1952), ma l'accoglienza del pubblico non fu entusiastica, cosicché l'attore tornò a film bellici come Sangue bianco (1952) e Una storia di guerra (1953), genere cui pareva molto più adatto. In rare occasioni interpretò film come primo attore, mentre solitamente faceva da spalla a celebri divi quali Claudette Colbert, Errol Flynn, Alec Guinness, Peter Finch o Bette Davis. Ciò non di meno era popolare e, nel 1954, lui e Dirk Bogarde risultarono i due attori della Rank Organisation meglio pagati.
Al culmine della carriera, venne classificato dai gestori britannici di sale cinematografiche come uno tra i più popolari attori nazionali:
- 1952 - 4º attore più popolare[5]
- 1953 - 10º attore più popolare
- 1954 - 7º attore più popolare
- 1956 - 6º attore più popolare[6].

Nel 1956 Steel sposò l'attrice svedese Anita Ekberg, con la quale si trasferì a Hollywood, con risultati contrastanti. Egli ruppe il contratto con la Rank Organisation, subì la pubblicità negativa derivatagli dai litigi con la Ekberg, dagli scontri con i paparazzi e dall'arresto che subì due volte per guida in stato di ebbrezza. Durante il suo soggiorno a Hollywood egli comparve in un solo film: La donna del ranchero (1957), nel quale recitò anche la moglie.

### Il declino
Steel rientrò in Gran Bretagna ma non riuscì a riguadagnare la propria popolarità. Il ruolo più prestigioso che ottenne fu in una pellicola diretta da Michael Powell, Luna di miele (1959), ma fu l'ultimo film a dargli una qualche notorietà. Oltre all'ostilità che gli dimostrò la Rank, per aver rotto a suo tempo il contratto, Steel dovette subire anche il calo del favore popolare verso il genere di film di guerra che gli aveva procurato la fama.
Nel 1960 Steel si trasferì a Roma, ove visse per una decina di anni. I ruoli da lui interpretati divennero sempre più brevi e meno prestigiosi, come quello di Sir Stephen nel film Histoire d'O (1975) di Just Jaeckin, adattamento dell' omonimo romanzo della scrittrice francese Dominique Aury, pubblicato nel 1954.
Negli anni settanta tornò nuovamente in Inghilterra, ove comparve in numerose serie televisive quali Un asso nella manica, I Professionals, Robin Hood e la soap opera Crossroads. Dopo l'attività degli anni ottanta, lavorò sporadicamente e condusse per alcuni anni un'esistenza riservata in un piccolo appartamento a Northolt, nella zona ovest di Londra. Il suo agente di allora David Daly, lo convinse infine a ritirarsi a Denville Hall, una casa di riposo per anziani attori e gli fornì un ruolo di guest star nella serie TV inglese The Broker's Man, non molto prima del suo decesso.

## Cantante
Nel 1954 Steel fece parte di un gruppo canoro, i Radio Revellers, per registrare "West of Zanzibar". Diffuso sotto il marchio Polygon Records, raggiunse il No.11 nella Official Singles Chart.

## Vita privata
Steel si sposò tre volte:
1. Juanita Forbes (1949–1954)
2. Anita Ekberg (1956–1959)
3. Johanna Melcher (1964)

Ebbe due figli ed una figlia. Il suo matrimonio con la Ekberg ebbe, a suo tempo, molta pubblicità.
La Ekberg più tardi ebbe a dire di essere stata colpita da lui:
(Dichiarazione giornalistica di Anita Ekberg)
Nel 1952 Steel ebbe una relazione con l'attrice Patricia Roc, mentre recitava con lei nel film Something Money Can't Buy. Da questo legame nacque un figlio, Michele. La Roc era sposata all'epoca con André Thomas, ma i due non potevano aver figli, cosicché Thomas accettò di adottare Michele.

## Decesso
Anthony Steel morì a causa di un tumore ai polmoni all'età di ottant'anni.

## Filmografia

### Cinema
- Sarabanda tragica (Saraband for Dead Lovers), regia di Basil Dearden (1948) - (non accreditato)

- A Piece of Cake, regia di John Irwin (1948) - (non accreditato)
- Nebbie del passato (Portrait from Life), regia di Terence Fisher (1949)
- Once Upon a Dream, regia di Ralph Thomas (1949)
- Marry Me, regia di Terence Fisher (1949)
- Cristoforo Colombo (Christopher Columbus), regia di David MacDonald (1949) - (non accreditato)
- Poet's Pub, regia di Frederick Wilson (1949) - (non accreditato)
- Don't Ever Leave Me, regia di Arthur Crabtree (1949)
- Helter Skelter, regia di Ralph Thomas (1949) - (non accreditato)
- Il duca e la ballerina (Trottie True), regia di Brian Desmond Hurst (1949)
- The Chiltern Hundreds, regia di John Paddy Carstairs (1949)
- I giovani uccidono (The Blue Lamp), regia di Basil Dearden (1950) - (non accreditato)
- Campo 111 (The Wooden Horse), di Jack Lee (1950)
- Un monello alla corte d'Inghilterra (The Mudlark), regia di Jean Negulesco (1950)
- Risate in paradiso (Laughter in Paradise), regia di Mario Zampi (1951)
- Gli avvoltoi non volano (Where No Vultures Fly), regia di Harry Watt (1951)
- La fossa dei peccati (Another Man's Poison), regia di Irving Rapper (1951)
- Emergency Call, regia di Lewis Gilbert (1952)
- Something Money Can't Buy, regia di Pat Jackson (1952)
- Sangue bianco (The Planter's Wife), regia di Ken Annakin (1952)
- Una storia di guerra (Malta Story), regia di Brian Desmond Hurts (1953)
- Il principe di Scozia (The Master of Ballantrae), regia di William Keighley (1953)
- Albert, R.N., regia di Lewis Gilbert (1953)
- Ad ovest di Zanzibar (West of Zanzibar), regia di Harry Watt (1954)
- The Sea Shall Not Have Them, regia di Lewis Gilbert (1954)
- Out of the Clouds, regia di Basil Dearden (1955)
- Il cargo della violenza (Passage Home), regia di Roy Ward Baker (1955)
- Tempesta sul Nilo (Storm Over the Nile), regia di Zoltán Korda e Terence Young (1955)
- La tenda nera (The Black Tent), regia di Brian Desmond Hurts (1956)
- Criminali sull'asfalto (Checkpoint), regia di Ralph Thomas (1956)
- La donna del ranchero (Valerie), regia di Gerd Oswald (1957)
- A Question of Adultery, regia di Don Chaffey (1958)
- La tigre (Harry Black), regia di Hugo Fregonese (1958)
- Luna di miele (Luna de Miel), regia di Michael Powell (1959)
- Med fara för livet, regia di Peter Bourne (1959)
- La vendetta dei barbari (Revenge of the Barbarians), regia di Giuseppe Vari (1960)
- Vacanze alla baia d'argento, regia di Filippo Walter Ratti (1961)
- La tigre dei sette mari, regia di Luigi Capuano (1962)
- The Switch, regia di Peter Maxwell (1963)
- A Matter of Choice, regia di Vernon Sewell (1963)
- Giorni di fuoco (Winnetou - 2. Teil), regia di Harald Reinl (1964)
- Zwei Girls vom roten Stern, regia di Sammy Drechsel (1966)
- Le fate, regia collettiva (1966) - (segmento "Fata Marta")
- Senza di loro l'inferno è vuoto (Hell is Empty), regia di John Ainsworth e Bernard Knowles (1967)
- Il giovane selvaggio  (Ich spreng' euch alle in die Luft), regia di Rudolf Zehetgruber (1968)
- Lo sbarco di Anzio, regia di Edward Dmytryk e Duilio Coletti (1968)
- La città del peccato (Die Funkstreife Gottes), regia di Hubert Frank (1968)
- La peccatrice adolescente (Hänschen in der Grube), regia di Roger Fritz (1969)
- I diavoli della guerra, regia di Bitto Albertini (1969)
- Il diario proibito di Fanny, regia di Sergio Pastore (1969)
- Rappresaglia, regia di George Pan Cosmatos (1973)
- Histoire d'O, regia di Just Jaeckin (1975)
- Hardcore, regia di James Kenelm Clarke (1977)
- La notte dell'alta marea, regia di Luigi Scattini (1977)
- Let's Get Laid, regia di James Kenelm Clarke (1978)
- Indagine su un delitto perfetto, regia di Giuseppe Rosati (1978)
- Il mondo di una cover girl (The World Is Full of Married Men), regia di Robert Young (1979)
- Assassinio allo specchio (The Mirror Crack'd), regia di Guy Hamilton (1980)
- Il club dei mostri (The Monster Club), regia di Roy Ward Baker (1981)

### Televisione
- Avventure in paradiso (Adventures in Paradise) – serie TV, episodio 1x02 (1959)
- Crane – serie TV, episodio 1x04 (1963)
- Thirty Minute Theatre – serie TV (1963)
- Hotel Royal, regia di Wolfgang Becker – film TV (1969)
- 11 Uhr 20 – miniserie TV, episodi 1x01-1x02-1x03 (1970)
- Gli invincibili (The Protectors) – serie TV, episodio 2x18 (1974)
- Thriller – serie TV, episodio 3x02 (1974)
- Sykes – serie TV, episodio 3x01 (1974)
- Dixon of Dock Green – serie TV, episodio 21x01 (1975)
- I Professionals (The Professionals) – serie TV, episodio 1x02 (1978)
- Crossroads – serie TV, 7 episodi (1978)
- Il ritorno di Simon Templar (Return of the Saint) – serie TV, episodio 1x11 (1978)
- Strangers – serie TV, episodio 2x04 (1979)
- Racing Game (The Dick Francis Thriller: The Racing Game) – serie TV, episodio 1x03 (1979)
- Il brivido dell'imprevisto (Tales of the Unexpected) – serie TV, episodi 2x03-2x05 (1980)
- Artemis 81, regia di Alastair Reid – film TV (1981)
- Jemima Shore Investigates – serie TV, episodio 1x04 (1983)
- Andy Robson – serie TV, episodi 2x10-2x11 (1983)
- L'asso della Manica (Bergerac) – serie TV, episodio 3x01 (1983)
- The Glory Boys – miniserie TV, episodio 1x01 (1984)
- Robin Hood (Robin of Sherwood) – serie TV, episodio 2x05 (1984)
- The Broker's Man – serie TV, episodio 2x04 (1998)

## Doppiatori italiani
- Gualtiero De Angelis in Il cargo della violenza
- Sergio Fantoni in La notte dell'alta marea
- Pino Locchi in La tigre, Histoire d'O
- Sergio Rossi in Indagine su un delitto perfetto
- Nino Dal Fabbro in Giorni di fuoco
- Nando Gazzolo in La tigre dei sette mari
- Luciano De Ambrosis in Rappresaglia, Il brivido dell'imprevisto
- Carlo Alighiero in Lo sbarco di Anzio